# Список родів нащадків Рюриковичів
Список князівськіх родів, які вважаються нащадками Рюриковичів. Список складено на основі офіційного видання 1892 року Департаменту Герольдії Урядового Сенату - «Списки титулованих родів та осіб Російської імперії».
Російська імперія була монархічною державою, зі строгим поділом населення на суспільні стани (верстви). Шляхетський (дворянський) стан мав привілейоване становище, тому облік і контроль родоводів дворян ретельно велися на державному рівні. Проте багато істориків та дослідників ставлять під сумнів достовірність родоводів, офіційно визнаних у Російській імперії. Треба зазначити, що на кінець XIX століття територія Київської Русі, вотчини Рюриковичів, майже повністю входила до складу Російської імперії, окрім більшості території колишнього Галицького князівства, яка належала до Австро-Угорської імперії.
До даного списку: 
- Внесені роди, які однозначно вказані, як нащадки Рюрика та не згасли на момент публікації цього видання.
- Не внесені роди, які мають походження від великого князя Литовського Гедиміна, хоча цей документ вказує на те, що Гедимін є нащадком Рюрика у п'ятнадцятому поколінні.

У 2006 році американська компанія Family Tree DNA (FTDNA) розпочала проект «ДНК династії Рюриковичів».  FTDNA запрошувала для проходження тестів чоловіків, які вважають себе нащадками Рюриковичів та Гедиміновичів. Компанія не розголошувала, у відкритому доступі, ні повні імена тестованих осіб, ні методи перевірки їх приналежності до відповідних шляхетських родів. Наприклад: Корибут-Воронецькі, які офіційно вважаються Гедиміновичами не внесені у відповідний розділ, а вважаються Рюриковичами. Не вказано, які саме князі Кропоткини тестувалися. В Російській імперії існувало два роди князів Кропоткиних: Смоленські - які визнавалися нащадками Рюрика та Рязанські, які не мали певного походження від стародавніх князів Київської Русі.
- Дані генетичних досліджень внесені у таблицю станом на серпень 2017 року.[4]

## Список
| Герб | Рід                      | Основоположник                            | Вотчина                                                  | Веде походження від:                                   | Y-ДНК гаплогрупа | Y-ДНК субклад |
| ---- | ------------------------ | ----------------------------------------- | -------------------------------------------------------- | ------------------------------------------------------ | ---------------- | ------------- |
|      | Бабичеви                 | Іван Семенович Баба-Друцький              |                                                          | Галицько-Волинські князі                               |                  |               |
|      | Білосельські-Білозерські | Гаврило Федорович Білозерський            | Біле село, Білозерськое князівство                       | Гліб Василькович Білозерський                          | R1a1             | R-M512        |
|      | Борятинські              | Олександр Мазецький                       | Борятинська волость                                      | Михайло Всеволодович Чернігівський                     | R1a1             | R-M512        |
|      | Вадбольські              | Іван Андрійович Білозерський              | Вадбольська волость, Білозерський повіт                  | Гліб Василькович Білозерський                          | N1c1             | N-M178        |
|      | Волконські               | Іван Юрійович Товста Голова Таруський     | Волкона городище                                         | Михайло Всеволодович Чернігівський                     | R1a1             | R-M512        |
|      | Вяземські                | Андрій Володимирович Довга Рука           | Вяземське князівство                                     | Ростислав Мстиславич Смоленський                       |                  |               |
|      | Гагаріни                 | Михайло Іванович Гагара-Голибісовський    | частина Голибісовського князівства                       | Іван Всеволодович Стародубський (Північно-Східна Русь) | N1c1             | N-M178        |
|      | Горчакови                | Іван Федорович Горчак-Перемишльський      | Перемишльське князівство (уділ Карачевського князівства) | Михайло Всеволодович Чернігівський                     |                  |               |
|      | Гундорови                | Іван Федорович Гундор-Палецький           | частина Палецького князівства                            | Іван Всеволодович Стародубський (Північно-Східна Русь) |                  |               |
|      | Долгорукови              | Іван Андрійович Долгорукий-Оболенський    |                                                          | Михайло Всеволодович Чернігівський                     |                  |               |
|      | Друцькі                  | Дмитро Юрійович Друцький                  | Друцьке князівство                                       | Галицько-Волинські князі                               |                  |               |
|      | Друцькі-Соколинські      | Семен Федоривич Бабич-Друцький            | Сокільня, Друцьке князівство                             | Галицько-Волинські князі                               | R1a1             | R-CTS3402     |
|      | Єлецькі                  | Федір Іванович Єлецький                   | Єлецьке князівство                                       | Михайло Всеволодович Чернігівський                     |                  |               |
|      | Засікини                 | Іван Федорович Засіка                     |                                                          | Василь Давидович Грізні Очі Ярославський               |                  |               |
|      | Касаткини-Ростовські     | Михайло Олександрович Косатка-Ростовський |                                                          | Василь Костянтинович Ростовський                       |                  |               |
|      | Козловські               | Василь Федорович Фоминський-Березуйський  |                                                          | Фоминсько-Березуйські князі                            |                  |               |
|      | Кольцови-Мосальскі       | Василь Васильович Кільце-Мосальський      |                                                          | Михайло Всеволодович Чернігівський                     |                  |               |
|      | Кропоткини               | Дмитро Васильович Кропотка                |                                                          | Ростислав Мстиславич Смоленський                       | N1c1             | N-M178        |
|      | Лобанови-Ростовські      | Іван Олександрович Лобан-Ростовський      |                                                          | Василь Костянтинович Ростовський                       | N1c1             | N-VL11        |
|      | Львови                   | Лев Данилович Ярославський-Зубатий        |                                                          | Василь Давидович Грізні Очі Ярославський               |                  |               |
|      | Массальські              | Юрій Святославович Мосальський            | Мосальське князівство                                    | Михайло Всеволодович Чернігівський                     | N1c1             | N-VL15        |
|      | Оболенські               | Костянтин Іванович Оболенський            | Оболенське князівство                                    | Михайло Всеволодович Чернігівський                     | R1a1             | R-M512        |
|      | Одоєвські                | Роман Семенович Новосильський-Одоєвські   | Новосильське князівство, Одоєвське князівство            | Михайло Всеволодович Чернігівський                     |                  |               |
|      | Путятини                 | Іван Семенович Путята-Друцький            |                                                          | Галицько-Волинські князі                               | N1c1             | N-VL11        |
|      | Рєпніни                  | Іван Михайлович Репня-Оболенський         |                                                          | Михайло Всеволодович Чернігівський                     |                  |               |
|      | Сонцеві-Засікини         | Дмитро Іванович Сонце-Засікин             |                                                          | Василь Давидович Грізні Очі Ярославський               |                  |               |
|      | Тюфякини                 | Василь Борисович Тюфяка-Оболенський       |                                                          | Михайло Всеволодович Чернігівський                     |                  |               |
|      | Ухтомські                | Іван Іванович Карголомський               | Ухтомська волость                                        | Гліб Василькович Білозерський                          |                  |               |
|      | Хилкови                  | Іван Фёдорович Хилок-Ряполовський         |                                                          | Іван Всеволодович Стародубський (Північно-Східна Русь) | N1c1             | N-M178        |
|      | Шаховські                | Костянтин Глібович Шах-Ярославський       |                                                          | Василь Давидович Грізні Очі Ярославський               | N1c1             | N-VL12        |
|      | Шехонські                | Андрій Іванович Шахонський                |                                                          | Василь Давидович Грізні Очі Ярославський               |                  |               |
|      | Шелешпанські             | Афанасій Васильович Согорський            | Шелешпанська волость                                     | Гліб Василькович Білозерський                          |                  |               |
|      | Щепини-Ростовські        | Олександр Федорович Щепа-Ростовський      |                                                          | Василь Костянтинович Ростовський                       |                  |               |
|      | Щербатови                | Василь Андрійович Щербатий-Оболенський    |                                                          | Михайло Всеволодович Чернігівський                     |                  |               |
|      | Щетиніни                 | Семен Федорович Щетина-Ярославський       |                                                          | Василь Давидович Грізні Очі Ярославський               |                  |               |